# Pinacoteca Casimiro Ottone
La Pinacoteca Casimiro Ottone è una pinacoteca di Vigevano.

## Descrizione e storia
La stagione della grande pittura italiana ed europea del XIX secolo costituisce il cuore pulsante della Pinacoteca Civica. Una stagione che a Vigevano si apre con la figura di Giovanni Battista Garberini (1819-1896), maestro riconosciuto della pittura vigevanese moderna ed autore di una imponente galleria di ritratti di esponenti della borghesia cittadina.
L'impetuoso sviluppo industriale di Vigevano seguito all'unità nazionale porta alla ribalta una nuova classe imprenditoriale che manifesta uno spiccato gusto per l'arte pittorica: appartengono a quell'epoca gli acquisti della "Marina" di Pompeo Mariani e della monumentale composizione storica "La morte di Carlo Emanuele II" di Francesco Valaperta.
Gli anni settanta dell'Ottocento segnano un rinnovamento formale per la pittura lombarda e quindi, di riflesso, per la pittura vigevanese. Gli esponenti di punta della nuova stagione sono Ambrogio Raffaele (1845-1928) e Casimiro Ottone (1856-1942) che suscitarono l'interesse e la menzione di Federico Zeri in occasione di una mostra organizzata nel 1997.
Se Raffaele si dedica quasi esclusivamente al paesaggio privilegiando le vedute di località alpestri (specialmente della Valle d'Aosta), Ottone si rivolge alla figura come dimostra la folta sequenza di intensi volti femminili che richiamano stilemi tardo scapigliati.
La generazione di pittori a cavallo dei due secoli è bene rappresentata da Luigi Bocca (1872-1930), Luigi Barni (1877-1952) e dai fratelli Cesare e Ferdinando Villa. Luigi Bocca è il personaggio di maggior spessore, come testimonia la sua produzione incentrata sul ritratto e sulla composizione con figure umane bene esemplificata nel delicato "Per tua dote".
La stagione del Novecento pittorico ha invece in Mario Ornati (1887-1955) e Carlo Zanoletti (1898-1981) i protagonisti. In particolare Zanoletti si distingue per la sua particolare lettura dei paesaggi del fiume Ticino e dei suoi frequentatori (barcaioli, ma anche gente comune).
Tra i rappresentanti della scultura di Otto e Novecento a Vigevano, che trovano spazio nel percorso di visita, in un dialogo perfetto tra pittura e scultura, troviamo Pasquale Miglioretti, Alfredo Berengario Ubezio, Giovan Battista Ricci e Cesare Villa.